# Calophyllum rigidum
Calophyllum rigidum är en tvåhjärtbladig växtart som beskrevs av Friedrich Anton Wilhelm Miquel. Calophyllum rigidum ingår i släktet Calophyllum och familjen Calophyllaceae. Inga underarter finns listade i Catalogue of Life.